# 1000000000
1000000000（十亿）是大於999,999,999但小於1,000,000,001的自然數。它的科學記數法會寫成109 。在物理量的計算上，這個數值可以使用國際單位制詞頭吉咖表示。
在中文的使用上，由于使用万进制，因此十亿的数值以10个万万(亿)，或兆代表。而在以英文等使用拉丁字母的语文的使用上，由于使用千进制，因此十亿（或兆）的数值是专用的词语代表，其符號為「G」（Giga）。

## 特殊十进制数值 (1,000,000,000–9,999,999,999)
- 1000000007 = 109+7，十位數的最小質數[1]，由於此特殊性質，在計算機領域它常被用來當作預防整數溢出的模數
- 1023456789 – 最小的十进制泛位数
- 1026753849 – 包括0在内的最小泛位数平方
- 1073676287 – 第十五个卡罗尔素数（英语：Carol number）
- 1073741824 = 230
- 1073807359 – 第十四个凱尼亞素數（英语：Kynea number）
- 1129760415 – 第二十三个莫斯堅數
- 1134903170 – 第四十五个斐波纳契数
- 1162261467 = 319
- 1220703125 = 513
- 1234567890 – 顺序泛位数
- 1311738121 – 第二十五个佩尔数
- 1382958545 – 第十五个贝尔数
- 1406818759 – 第三十个溫德伯恩-埃瑟靈頓質數
- 1836311903 – 第四十六个斐波纳契数
- 1977326743 = 711
- 2147483647 – 第八个梅森素数和最大的32位元带符号整数
- 2147483648 = 231
- 2214502422 – 第六个初級偽完全數（英语：primary pseudoperfect number）
- 2357947691 = 119
- 2971215073 – 第十一个斐波那契质数 (第四十七个斐波纳契数)
- 3166815962 – 第二十六个佩尔数
- 3192727797 – 第二十四个莫斯堅數
- 3323236238 – 第三十一个溫德伯恩-埃瑟靈頓質數
- 3486784401 = 320
- 4294836223 – 第十六个卡罗尔素数（英语：Carol number）
- 4294967291 – 最大的32位元无符号素整数
- 4294967295 – 最大的32位元无符号整数 (十六进制FFFFFFFF)
- 4294967296 = 232
- 4294967297 – 第一个可分解费马数
- 4295098367 – 第十五个凱尼亞素數（英语：Kynea number）
- 4807526976 – 第四十八个斐波纳契数
- 5784634181 – 第十三个交錯階乘數（英语：alternating factorial）
- 6103515625 - 514
- 6210001000 – 十进制下仅有的自我描述数（英语：self-descriptive number）
- 6227020800 = 13!
- 6983776800 – 第十五个可罗萨里过剩数
- 7645370045 – 第二十七个佩尔数
- 7778742049 – 第四十九个斐波纳契数
- 7862958391 – 第三十二个溫德伯恩-埃瑟靈頓質數
- 8589869056 – 第六个完全数
- 8589934592 = 233
- 9043402501 – 第二十五个莫斯堅數
- 9814072356（英语：9814072356 (number)） – 最大的泛位数平方
- 9876543210 – 最大的无重复泛位数

## 感官尺度
以下是在现有科学依据下能够准确描述此数值1,000,000,000 (109)时间尺度的说法：
- 109秒大约等于32个日历年差114天(≈ 31.7 年)。
- 109分钟前，罗马帝国正处于繁荣时期，基督教正在兴起（109分钟约等于1900年）。
- 109小时前，现代人类及其祖先正生活在石器时代，相对准确的说，是旧石器时代中期。
- 109天前，南方古猿正在非洲草原上漫步。
- 109个月前，晚白垩纪时期，恐龙生存。
- 109年前，地球上出现第一个多细胞真核生物。
- 宇宙目前的年龄大约为 13.7 × 109年。

距离尺度：
- 109米大约是地球至月球之间距离的三倍。
- 109公里大约是地日距离的六倍。

空间尺度：
- 109立方毫米=1立方米

自然尺度：
- 一座略微大于Stone Mountain（位于美国乔治亚州）的小山，重量大约为109吨。

数值概念：
A是一个立方体； B 是A的一千倍。 C 是B的一千倍； D 是C的一千倍。 所以C是A的一百万倍； D是A的十亿倍。